# Bocca a Palmarella
La Bocca a Palmarella (in corso: Bucca a Palmaredda) (406 m) è un passo che si trova al confine tra Corsica settentrionale e Corsica del Sud tra i comuni di Galeria e Osani.